# 石井浩一
石井 浩一（いしい こういち、1964年7月9日 - ）は、日本のゲームクリエイター。元スクウェア・エニックス所属。株式会社グレッゾ代表。

## 略歴
1986年にアルバイトとしてスクウェアに入社。プランナーとして坂口博信のもとで『ファイナルファンタジー』の企画を練り上げる。当時からグラフィックでの世界観表現を重視するゲームデザインを行っていた（同シリーズの横視点の戦闘画面は石井のアイデア）。坂口の石井への第一印象は「どこのチンピラかと思った」が、「かわいい絵を描く」というギャップも持ち合わせていたという。
『ファイナルファンタジーIII』までシリーズに関わった後に、「もう『FF』はやりたくない」として、坂口博信から「ゲームボーイなら自由に作ってもいい」と言われ、オリジナル企画として『聖剣伝説』を制作。以後『ファイナルファンタジー』シリーズ、『サ・ガ』シリーズに続くスクウェアの人気シリーズとして定着する。
田中弘道と組んだ『ファイナルファンタジーXI』にて、久々に『ファイナルファンタジー』シリーズを手がけるが、新事業部立ち上げに参加した為、若手に席を譲った。その後は旧第8開発事業部長、エグゼクティブプロデューサーとして聖剣プロジェクトの総責任者を務めていたが2007年に退社した。
『ファイナルファンタジーII』にて、後にシリーズのマスコットキャラクターとなるチョコボを生み出し、自らの手がけた『聖剣伝説』にも出演させている。
そのほかにもモーグリや『聖剣伝説』シリーズの初期モンスター（ラビやマイコニドなど）やフラミーなどのデザインも手がけている。
2006年12月に株式会社グレッゾを設立し、独立。代表取締役社長に就任した。

## 作品
- ファイナルファンタジー：企画、バトルグラフィック
- ファイナルファンタジーII：ゲームデザイン
- 魔界塔士Sa・Ga：シナリオスタッフ、カルトグラフィー
- ファイナルファンタジーIII：オブジェクトデザイン
- 聖剣伝説 〜ファイナルファンタジー外伝〜：原作、ディレクション、キャラクターデザイン
- 聖剣伝説2：ディレクション、ゲームデザインチーフ、アニメーション、モンスターデザイン
- 聖剣伝説3：ゲームデザインディレクション、キャラクターデザイン
- サガ フロンティア：企画チーフ
- 聖剣伝説 LEGEND OF MANA：ディレクション
- チョコボスタリオン：グラフィック監修
- ファイナルファンタジーXI：ディレクション
  - ファイナルファンタジーXI ジラートの幻影：ディレクション
- 新約聖剣伝説：原作、ゲームデザイン、モンスターデザイン、プロデュース
- 聖剣伝説DS CHILDREN of MANA：プロデュース
- 聖剣伝説 〜ファイナルファンタジー外伝〜（携帯電話アプリ版）：エグゼクティブ・プロデューサー
- 聖剣伝説 FRIENDS of MANA：シリーズプロデューサー
- 聖剣伝説4：ディレクション、プロデュース
- マリオバスケ 3on3：グラフィック監修
- 聖剣伝説 HEROES of MANA：プロデュース
- ラインアタックヒーローズ：シニアプロデュース
- ゼルダの伝説 時のオカリナ 3D：開発プロデュース
- ゼルダの伝説 4つの剣 25周年記念エディション：プロデュース
- すれちがいガ〜デン：プロデュース
- ゼルダの伝説 ムジュラの仮面 3D：プロデュース
- ゼルダの伝説 トライフォース3銃士：スペシャルサンクス
- Ever Oasis 精霊とタネビトの蜃気楼：ディレクション、アートディレクション、プロデュース
- ルイージマンション（ニンテンドー3DS版）：プロデュース
- ゼルダの伝説 夢をみる島（Nintendo Switch）：ゼネラルマネージャー